# Latarnia morska Lizard
Latarnia morska Lizard (ang. Lizard Lighthouse) – latarnia morska w Anglii, w Kornwalii, na przylądku Lizard Point. 
Pierwsza latarnia morska na przylądku Lizard został uruchomiona w 1619 roku przez Sir Johna Killigrewa. Latarnia pracowała do 1630 roku, kiedy to zaprzestano jej użytkowania i popadła w ruinę z powodu braku środków na jej funkcjonowanie.
Obecnie zbudowana latarnia rozpoczęła pracę w końcu 1751 roku, a od 1771 roku jest administrowana przez Trinity House. Początkowo obiekt składał się z dwóch latarń oraz budynków pomiędzy nimi. W 1812 roku lampy węglowe zastąpiono lampami olejowymi.
Do 1903 roku pracowały dwie latarnie, a do chwili obecnej pracuje tylko zachodnia wieża. Ze wschodniej usunięto latarnię. W 1924 roku latarnię przerobiono na elektryczną, a w 1998 roku zautomatyzowano.